# Aeffe
Aeffe est une entreprise italienne de mode, chargée de la production et de la distribution entre autres des marques commerciales Cacharel, Moschino, Alberta Ferretti, Pollini, Velmar et Philosophy.
Elle est basée à San Giovanni in Marignano, en Émilie-Romagne et a été fondée en 1988.